# Eyiaba picta
Eyiaba picta är en skalbaggsart som beskrevs av Maria Helena M. Galileo och Martins 2004. Eyiaba picta ingår i släktet Eyiaba och familjen långhorningar. Inga underarter finns listade i Catalogue of Life.